# Merjadok Brendivinski
Merjadok Brendivinski je v Tolkienovi mitologiji hobit, član bratovščine prstana, ki je v drugem delu trilogije pomagal Entom uničiti Ajzengart.